# Lars-Henrik Olsen
Lars-Henrik Olsen (født 30. juli 1946 København NV ) er en dansk forfatter. Hans skriver børne-, ungdoms- og voksenbøger og har skrevet om dyr og natur, nordisk mytologi og historiske romaner, bl.a. Erik Menneskesøn-serien og en roman om Bayeux-tapetets tilblivelse Dværgen fra Normandiet, der udkom i Tyskland og Holland. Hans bøger er oversat til 13 sprog.

## Opvækst og uddannelse
Lars-Henrik Olsen er den mellemste af tre søskende. Hans far var jernbanearbejder og hans mor kontorassistent. Han voksede op i en lejlighed på Nørrebro.
1976 blev han cand.scient. i zoologi fra Københavns Universitet med speciale i nordatlantiske sæler. Under studiet havde han job på Zoologisk Museum, hvor han blev ansat efter endt uddannelse.
Herefter blev han ansat i Verdensnaturfonden og grundlagde Pandaklubben. Han har været ansat på DR først på det naturvidenskabelige program Lexicon og derefter som freelancer på naturfilm.

## Forfatterkarriere
I 1976 udgav han flere fagbøger som Liv i havet: en fødekæde og Liv i skoven: et kredsløb og debuterede skønlitterært med romanen Ulvene. Nu fulgte en lang række bøger om dyr og natur.
Han slog rigtigt igennem med bogen Erik Menneskesøn fra 1986, som han fik en børnebogspris for. Herefter fulgte Dværgen fra Normandiet i 1988, der også modtog en børnebogspris. Siden har han skrevet et væld af børne- og ungdomsbøger, hvoraf flere er inspireret af vikinger, nordisk mytologi og middelalderen.

## Priser
Lars-Henrik Olsen har modtaget flere priser og hædersbevisninger for sit arbejde.
- Nemos Forfatterpris 1979.
- Preis der Leserratten 1981 for romanen Bæverne (Tysk pris for bedste oversatte ungdomsroman det år).
- Kulturministeriets forfatterpris for børne- og ungdomsbøger 1980 for romanen Ræven i skoven.
- Dansk Forfatterforenings Populærvidenskabelige Pris 1983.
- Den Danske Boghandlermedhjælperforenings Børnebogspris 1986 for romanen Erik Menneskesøn.[5]
- Danmarks Skolebibliotekarsforenings Børnebogspris 1989 for romanen Dværgen fra Normandiet.
- Børnebogskaravanens Kamelpris 1996.
- Nordisk Skolebibliotekarforenings Børnebogspris 1997[7]
- Statens Kunstfond arbejdslegat 1997
- Statens Kunstråd arbejdslegat 2005
- Skriverpris (2009)

### Erik Menneskesøn-serien
- Erik Menneskesøn (ungdomsbog) (1986)
- Kampen om sværdet (ungdomsbog) (1991)
- Kvasers blod (ungdomsbog) (1996)
- Gudernes skæbne (ungdomsbog) (2006)

### Dværgen fra Normandiet
- Dværgen fra Normandiet (ungdomsbog) (1988)
- En lang rejse (børnebog) (2000)
- Kongens Død (2011)

### Svend Pindehugger-serien
- Som landet lå (1993)
- Skjult af skoven (1993)
- Ravnens skrig (1994)
- Sagaen om Svend Pindehugger (samlet udg.) (2003)
  - Som landet lå
  - Skjult af skoven
  - Ravnens skrig

### Lydbøger indlæst af Lars-Henrik Olsen
- Den mærkelige rejse efter Hyggen (1986)
- Jægeren og ulven (1986)